# Taufbecken (Monceaux-l’Abbaye)

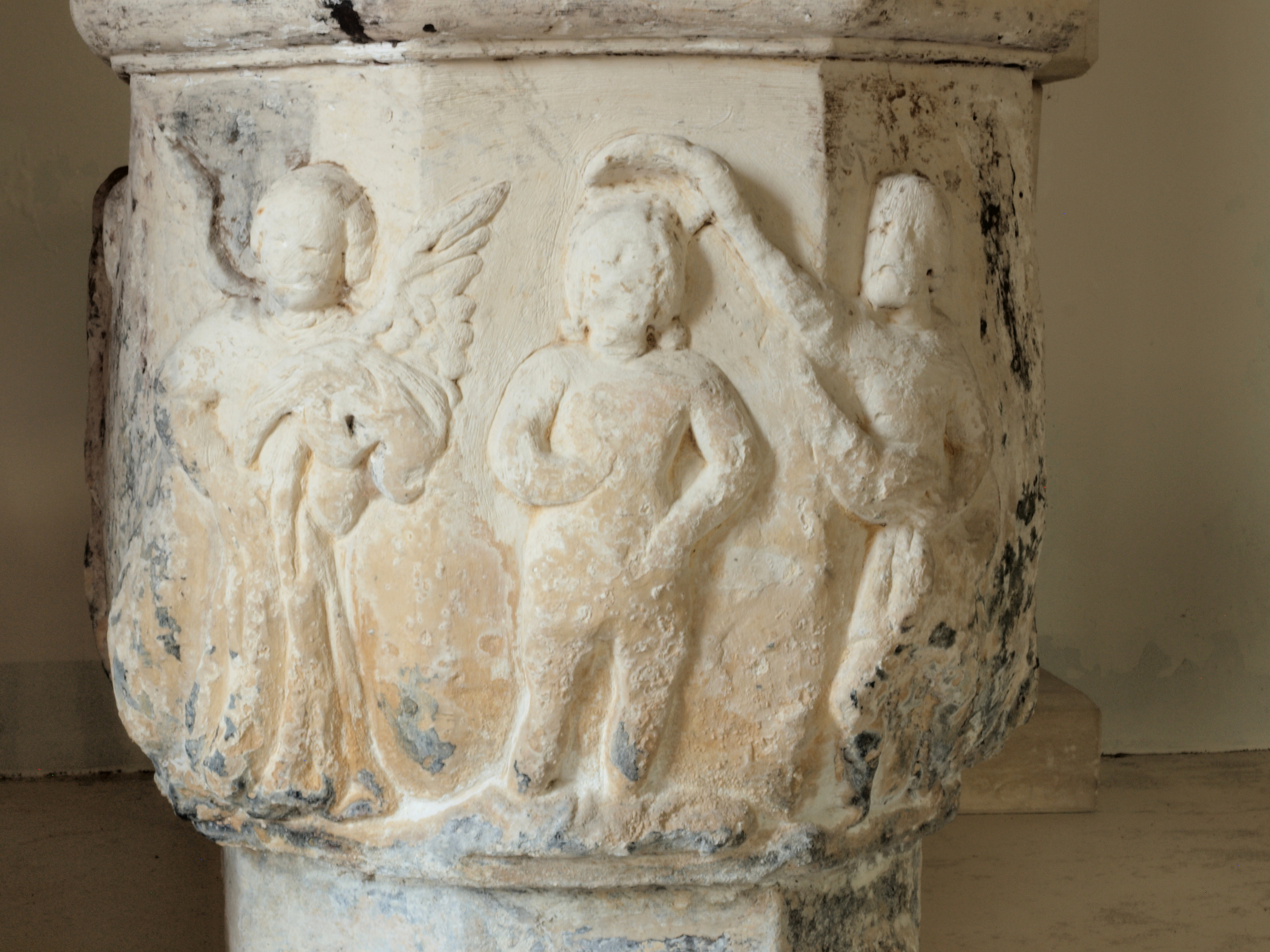
Taufbecken in Monceaux-l’Abbaye

Das Taufbecken in der katholischen Pfarrkirche St-Marcou in Monceaux-l’Abbaye, einer französischen Gemeinde im Département Oise in der Region Hauts-de-France, wurde im 15. Jahrhundert geschaffen. Im Jahr 1913 wurde das Taufbecken im Stil der Renaissance als Monument historique in die Liste der geschützten Objekte (Base Palissy) in Frankreich aufgenommen.
Das 93 cm hohe Taufbecken aus Stein steht auf einem rechteckigen Sockel mit einer achteckigen kurzen Säule, die mit vier Reliefs in Form von Engelsköpfen geschmückt ist. Im ebenfalls achteckigen Becken ist eine zweigeteilte Wanne aus Zinn eingestellt. An den Außenseiten des Beckens sind folgende Szenen dargestellt: Taufe Christi und der heilige Marcou heilt einen Kranken. 
Das Becken wird von einem Holzdeckel abgeschlossen.